# Marek Grycz
Marek Grycz (Třinec, 15 de septiembre de 1997) es un deportista checo que compite en pentatlón moderno.
Ganó una medalla de bronce en el Campeonato Mundial de Pentatlón Moderno de 2023 y una medalla de oro en el Campeonato Europeo de Pentatlón Moderno de 2025.

## Medallero internacional
| Campeonato Mundial | Campeonato Mundial | Campeonato Mundial | Campeonato Mundial |
| Año                | Lugar              | Medalla            | Competición        |
| ------------------ | ------------------ | ------------------ | ------------------ |
| 2023               | Bath (Reino Unido) | Medalla de bronce  | Relevo mixto       |
| Campeonato Europeo |                    |                    |                    |
| Año                | Lugar              | Medalla            | Competición        |
| 2025               | Madrid (España)    | Medalla de oro     | Relevo             |